# 엠알 나인
《엠알 나인》(영어: MR-9: Do or Die)는 미국, 방글라데시에서 제작된 아시프 아크바르 감독의 2023년 범죄 액션 영화이다.

## 출연

### 주연
- 프랭크 그릴로 : 로먼 역
- 마이클 제이 화이트 : 듀크 역
- 켈리 그레이슨 : 지아 역